# Locomotiva FS 555
Le locomotive Gruppo 555 sono state un gruppo di locomotive a vapore con tender, di fabbricazione austriaca cedute in conto riparazioni di guerra, alla fine della prima guerra mondiale, alle Ferrovie dello Stato.

## Storia
Il gruppo di locomotive proveniva dal parco rotabili della compagnia ferroviaria austriaca Südbahn dove era immatricolato come gruppo SB 206 e pervenne alle FS in seguito alla fine del primo conflitto mondiale. 

Si trattava di macchine, costruite tra 1904 e 1908, atte a servizi di prestigio come l'Orient Express e l'Oostende Express e ai treni veloci per Praga delle kkStB, il Nice-Vienna-Cannes Express per Gloggnitz, il treno direttissimo Roma-Berlino-Express e il Nord-Sud Express (Berlino-Verona).
Dopo gli accordi del 1923 15 locomotive SB 206, delle 19 complessive del parco Südbahn, entrarono a far parte del parco delle FS come Gruppo 555.001-015. Le locomotive vennero tutte accantonate e demolite tra 1933 e 1934.

## Caratteristiche tecniche
Le locomotive erano di impostazione classica, con rodiggio 2-2-0 e ruote di grande diametro, 2.140 mm, adatte a treni viaggiatori veloci, con tender separato a 3 assi di forma compatta. La caldaia era posta molto in alto per ricavare una superficie di riscaldamento maggiore. Il motore a 2 cilindri a doppia espansione azionava, mediante biella motrice, il primo dei 2 assi motori a loro volta accoppiati mediante biella di accoppiamento.
Le locomotive essendo della serie costruita per la Südbahn avevano il freno ad aria compressa Westinghouse compatibile con il materiale rotabile italiano.

## Corrispondenza locomotive ex SB e numerazione FS[2]
| Numero e gruppo FS | numero e gruppo Südbahn | Fabbrica  | anno di fabbricazione | Demolizione o alienazione |
| ------------------ | ----------------------- | --------- | --------------------- | ------------------------- |
| 555.001            | 206.133                 | Wiener N. | 1905                  | 1933                      |
| 555.002            | 206.134                 | Wiener N. | 1905                  | 1933                      |
| 555.003            | 206.135                 | Wiener N. | 1906                  | 1933                      |
| 555.004            | 206.136                 | Wiener N. | 1906                  | 1934                      |
| 555.005            | 206.138                 | Wiener N. | 1907                  | 1934                      |
| 555.006            | 206.139                 | Wiener N. | 1907                  | 1934                      |
| 555.007            | 206.155                 | Wiener N. | 1907                  | 1934                      |
| 555.008            | 206.157                 | Wiener N. | 1908                  | 1934                      |
| 555.009            | 206.161                 | Budapest  | 1908                  | 1934                      |
| 555.010            | 206.162                 | Budapest  | 1908                  | 1934                      |
| 555.011            | 206.154                 | Wiener N. | 1907                  | 1934                      |
| 555.012            | 206.156                 | Wiener N. | 1907                  | 1934                      |
| 555.013            | 206.159                 | Wiener N. | 1908                  | 1934                      |
| 555.014            | 206.160                 | Wiener N. | 1908                  | 1934                      |
| 555.015            | 206.158                 | Wiener N. | 1908                  | 1934                      |